# Liste der Sieger des Grossen Jagdspringens am CSIO Schweiz
Diese Tabelle enthält die Liste der Sieger des Grossen Jagdspringens am CSIO Schweiz ab dem Jahr 2006. Der CSIO Schweiz wird ab 2007 in St. Gallen abgehalten, davor seit 1984 abwechslungsweise in Luzern und St. Gallen. Von den hier aufgeführten Resultaten wurde nur dasjenige von 2006 in Luzern erreicht. 
Der Titelpartner der Prüfung wechselte mehrfach, weshalb der offizielle Name der Prüfung ebenfalls geändert hat. Die Jagdspringen finden nach Wertung C des internationalen Reglements statt, ein Hindernisfehler wird mit vier Sekunden Zeitzuschlag bestraft, es gibt nur einen Umgang.
| Jahr | Name der Prüfung                            | Sieger                                                | Zweiter                                           | Dritter                                       |
| ---- | ------------------------------------------- | ----------------------------------------------------- | ------------------------------------------------- | --------------------------------------------- |
| 2022 | Grosses Land Rover Jagdspringen             | Deutschland Hans-Dieter Dreher Vestmalle des Cotis    | Deutschland Marcus Ehning Calanda                 | Belgien Gregory Wathelet Berline du Maillet Z |
| 2021 | Grosses Land Rover Jagdspringen             | Grossbritannien Harry Charles Valkiry de Zance        | Schweden Henrik von Eckermann Hera de Landetta II | Schweiz Marc Röthlisberger Carlchen           |
| 2019 | Grosses Land Rover Jagdspringen             | Schweiz Pius Schwizer Balou Rubin R                   | Grossbritannien William Funnell McCain            | Schweiz Alain Jufer Cytise de la Fontaine     |
| 2018 | Grosses Jagdspringen                        | Schweiz Werner Muff Cosby                             | Grossbritannien William Whitaker Fandango         | Frankreich Olivier Robert Vivaldi des Meneaux |
| 2017 | Grosses Jagdspringen                        | Italien Emilio Bicocchi Call me                       | Brasilien Yuri Mansur Chaganus                    | Schweiz Steve Guerdat Happiness               |
| 2016 | Grosses Jagdspringen                        | Schweiz Paul Estermann Bareina                        | Frankreich Adeline Hécart Question d’Orval        | Irland Greg Patrick Broderick Zuidam          |
| 2015 | Grosses Jagdspringen                        | Belgien Gregory Wathelet Egano van het Slogenhof      | Schweiz Romain Duguet Otello du Soleil            | Irland Greg Patrick Broderick Mhs Automatic   |
| 2014 | Grosses Peter Stössel Memorial Jagdspringen | Grossbritannien William Whitaker Upperclass           | Japan Eiken Satō Soory de l’Hallali               | Schweiz Emilie Stampfli Nikita du Luot        |
| 2013 | Grosses Mercedes-Benz-Jagdspringen          | (Nicht ausgetragen)                                   | (Nicht ausgetragen)                               | (Nicht ausgetragen)                           |
| 2012 | Grosses Mercedes-Benz-Jagdspringen          | Schweiz Pius Schwizer Graciella                       | Frankreich Pénélope Leprevost Oscar               | Grossbritannien Michael Whitaker Twister      |
| 2011 | Grosses Wegelin Jagdspringen                | Grossbritannien Ben Maher Oscar                       | Vereinigte Staaten Rich Fellers McGuiness         | Schweiz Janika Sprunger Jil’s Komparse        |
| 2010 | Grosses Wegelin Jagdspringen                | Schweiz Steve Guerdat Urgent                          | Schweiz Werner Muff Unik                          | Vereinigte Staaten Richard Spooner Pako       |
| 2009 | Grosses Generali Jagdspringen               | Schweiz Niklaus Rutschi Hombre D’Oz                   | Schweiz Beat Mändli Queensland                    | Irland Denis Lynch Upsilon D’Ocquier          |
| 2008 | Grosses Generali Jagdspringen               | Schweiz Werner Muff L.B. Tamina                       | Irland Denis Lynch Upsilon D’Ocquier              | Deutschland Christian Ahlmann Perry Lee       |
| 2007 | Grosses Generali Jagdspringen               | Grossbritannien Michael Whitaker Quidame des Hayettes | Schweiz Markus Fuchs Sylver II                    | Schweiz Christina Liebherr L.B. Tamina        |
| 2006 | Grosses Generali Jagdspringen               | Schweiz Markus Fuchs Sylver II                        | Deutschland Christian Ahlmann Dow Jones           | Schweiz Christina Liebherr L.B. Rhapsody      |

## Hinweise
1. ↑  Peter Stössel war langjähriger OK-Präsident des CSIO St. Gallen und verstarb im Jahr 2013
2. ↑  Wegen Dauerregens und völlig durchnässtem Boden musste das CSIO St. Gallen 2013 schon am Freitag abgebrochen werden.

## Quelle
Presseinformationen des CSIO St. Gallen